# АСВК
АСВК (на руски: „армейская снайперская винтовка крупнокалиберная“; Индекс ГРАУ – 6В7, с оптич. и нощ. прицели – 6С8, 6С8-1) е руска голямокалибрена снайперска винтовка създадена през 2004 г. от колектив конструктори на завод „Дегтярьов“ в Ковров на базата на винтовките КСВК („Ковровская снайперская винтовка крупнокалиберная“) и СВН-98 („снайперская винтовка Негруленко“).

## История
Работите за създаването на голямокалибрената снайперска винтовка, със схема на компоновка на механизма „булпъп“ от завода „В. А. Дегтярьов“ започват през 1996 г. Колектива конструктори, работещи над принципно новия вид оръжие, оглавява Вячеслав Негруленко. Само след две години, през 1998 г., е създадена винтовката, получила названието СВН-98, която влиза за производство в първа опитна серия. На базата на СВН-98, от същия колектив конструктори, през 2000 г., е разработена винтовката КСВК също и като нейната предшественица, влязла в опитна серия. След щателни изпитания и опитна експлоатация в действащите войски, през 2004 г., от все същите автори, е създадена още по-съвършена винтовка, която получава названието АСВК („армейска снайперска винтовка голямокалибрена (на руски: крупнокалиберная“)). Именно този образец оръжие, започвайки от 2004 г. и понастоящем, е пуснат в серийно производство.

## Приемане на въоръжение
През 2013 г. голямокалибрената снайперска винтовка АСВК е приета на въоръжение във въоръжените сили на Руската федерация под наименованието „12,7 милиметров снайперски комплекс 6C8“.

## Конструкция
Технически представлява 5-зарядна винтовка с надлъжно-сколзящ въртящ се затвор, компонована по схемата булпъп (такава компоновка позволява да се намали общата дължина на оръжието до 1420 мм при съхраняване на значителната дължина на ствола от 1000 мм).
За стрелба от АСВК се използват снайперските патрони калибър 12,7×108 мм, но могат да се използват и всички видове патрони стандарт 12,7×108 мм.
Подаването на патроните при стрелбата става от кутиен пълнител. Приемната гърловина е разположена между пистолетната ръкохватка за управление на огъня и приклада. Пълнителят е снабден с пластмасова накладка, позволяваща той да се използва като допълнителна опора за лявата ръка на стрелеца. Изхвърлянето на стреляните гилзи се произвежда чрез разположено от дясната страна на цевната кутия прозорче, което в походно положение се затваря с капаче.
Стволът е „плаващ“ тип, закрепен конзолно в цевната кутия и без да контактува с другите части на винтовката, произвеждан по способа на студеното коване. На ствола е поставен дулен спирач, намаляващ силата на отката 2,5 пъти.
При стрелба се използва двунога, която се закрепва към специален шиш на цевната кутия. В походно положение те се сгъват напред.
Затилникът на приклада е снабден с направен от порист материал амортизатор. Това позволява на стрелеца да направи няколко десетки изстрела, без да изпитва неприятни усещания в рамото.

## Прицелни приспособления
Винтовката е снабдена с механични прицелни приспособления, включващи мушка и мерна планка (целик), монтирани на прицелната планка, която може да се използва също и като ръчка за пренасянето на винтовката. При поставяне на оптически прицел тази прицелна планка се отмята надясно. Използват се стандартните дневни оптични и нощни електронно-оптични прицели. Оптическите и нощните прицели се поставят на специална направляваща, закрепена на кронщейн на лявата страна на цевната кутия.

## Допълнителна информация
Заявеният от производителя среден резултат на разсейване съставлява около 160 мм на далечина от 300 м без използването на специални боеприпаси ( > 2 ъглови минути). Гарантираният ресурс е 3000 изстрела.
При правилна поддръжка и почистване стволът може да издържи 4 – 5 хиляди изстрела.

## Страни потребители
- Русия[4]
- Виетнам[5]

Също винтовката се предлага за експорт чрез „Рособоронекспорт“.

## Бойна употреба
- Използват се от опълченците в хода на въоръжения конфликт в Източна Украйна[7][8][9].